# Temple of Love
Temple of Love (с англ. — «Храм любви») — песня английской группы The Sisters of Mercy.

## Обзор
Песня была выпущена в 1983 году в качестве сингла в форматах 7" и 12" виниловых пластинок на собственном лейбле Эндрю Элдрича Merciful Release. В семидюймовый вариант би-сайдом вошла песня «Heartland». В двенадцатидюймовое издание вошла удлинённая версия песни «Temple of Love», длящаяся почти 8 минут, а также «Heartland» и кавер-версия песни «Gimme Shelter» The Rolling Stones. Все три песни с 12" издания включены в компиляцию Some Girls Wander by Mistake, выпущенную в 1992 году и состоящую из ранних записей группы.
В 1997 году немецкая готик-метал-группа Crematory сделала кавер-версию песни, которая вошла в альбом Awake, а также в сборник 2010 года Black Pearls. На песню был снят видеоклип.

### Список композиций
7" сингл
1. «Temple of Love» (Элдрич) — 3:52
2. «Heartland» (Элдрич/Маркс) — 4:47

12" сингл
1. «Temple of Love» (extended version) — 7:44
2. «Heartland» — 4:47
3. «Gimme Shelter» (Ричардс/Джаггер) — 5:57

## Temple of Love (1992)
В 1992 году песня была перезаписана с вкраплением восточных ноток и вокалом израильской певицы Офры Хазы. На эту версию песни был снят клип, по большей части состоящий из нарезки кадров предыдущих клипов The Sisters of Mercy.
В отличие от оригинального релиза, перезаписанная версия смогла пробиться в чарт UK Singles Chart, где заняла третью строчку. Сопродюсером песни «Temple of Love (1992)» выступил Иэн Стэнли, продюсером всех би-сайдов был лишь Элдрич. Сингл вышел в трёх форматах: 7" и 12" виниловые пластинки и CD. В семидюймовый вариант би-сайдом вошла песня «I Was Wrong (American Fade)», а двенадцатидюймовый включал удлинённую до 8 минут «Temple of Love (1992)» и в качестве би-сайда «Vision Thing (Canadian Club Remix)». CD издание сингла включало удлинённую версию «Temple of Love (1992)», би-сайды с 7" и 12" версию, а также дополнительно песню «When You Don’t See Me». Все три би-сайда являются ремиксами песен с альбома Vision Thing, выпущенного в 1990 году. Некоторые двенадцатидюймовые издания включали постер с изображением Элдрича, поющего на сцене.
Обе песни с двенадцатидюймовой версии альбома вошли в компиляцию A Slight Case of Overbombing, выпущенную в 1993 году.

### Список композиций
7" сингл
1. «Temple of Love (1992)» (Элдрич) — 4:40
2. «I Was Wrong (American Fade)» (Элдрич) — 3:12

12" сингл
1. «Temple of Love (1992) (Touched By the Hands of Ofra Haza)» (extended version) — 8:05
2. «Vision Thing (Canadian Club Remix)» (Элдрич) — 7:32

CD сингл
1. «Temple of Love (1992) (Touched By the Hands of Ofra Haza)» (extended version) — 8:05
2. «I Was Wrong (American Fade)» — 3:12
3. «Vision Thing (Canadian Club Remix)» — 7:32
4. «When You Don’t See Me (German Release)» (Элдрич, Андреас Брун) — 4:45

### Чарты
| Чарт (1992)    | Позиция |
| -------------- | ------- |
| Великобритания | 3       |
| Австрия        | 16      |
| Германия       | 5       |
| Ирландия       | 15      |
| Швеция         | 24      |